# Somalechinus
Somalechinus is een geslacht van uitgestorven zee-egels uit de familie Toxasteridae.

## Soorten
- Somalechinus gibbosus Checchia-Rispoli, 1945 [1943] †